# Ornain
L'Ornain è un fiume francese che scorre nella regione del Grande Est e che sfocia nella Saulx.

## Geografia
Nasce dalla confluenza dell’Ognon (13 km) e della Maldite, il ramo principale che a sua volta ha la propria sorgente poco a nord di Grand e scorre verso settentrione fino a quando dà origine all’Ornain. Questo, dopo aver bagnato Gondrecourt-le-Château, vira a nord-ovest. Presso Naix-aux-Forges riceve da sinistra la Barbeuse. Attraversa Ligny-en-Barrois e Bar-le-Duc, quindi vira verso ovest toccando Revigny-sur-Ornain e gettandosi poi nella Saulx ad Étrepy.